# Бизан
Бизан (на нидерландски: bezaan):
1. Долното косо ветрило, поставяно на бизанмачтата, горната шкаторина на което се прошнурова за гафела, а долната се разтяга по гика на бизан-шкота.
2. Долното право ветрило, поставян на бегин-рея на бизанмачтата. Ако на мачтата има и косо ветрило то се нарича „контра-бизан“.
Думата бизан се добавя към названията на всички части на рангоута, такелажа и ветрилата, закрепящи се на бизанмачтата. Изключение съставлява долната рея, когато на бизана, освен косо, има и прави ветрила. Тогава реята се нарича „бегин-рея“, а към детайлите на рангоута, намиращи се над марсовата площадка и над стенгите се добавя думата „крюйс“.